# Mil
|  | Per a altres significats, vegeu «Mil (desambiguació)». |

El nombre mil s'escriu 1000 en el sistema de numeració àrab i M en el romà. El quantitatiu corresponent és el miler (Un miler de ...). El divisor és una mil·lèsima part.
En el sistema binari és 1111101000, en l'octal és 1750 i en l'hexadecimal és 3E8. La seva factorització en nombres primers és 2³ × 5³. Els prefixos que el designen són kilo- o quilo- (al SI) xilia- i mil-.
Ocurrències del nombre mil:
- Designa l'any 1000 o el 1000 aC
- El mil serveix com a unitat de temps, el mil·lenni. Ha estat associat a profecies apocalíptiques de la fi del món.
- A l'occident les xifres s'agrupen en tresets (grups de tres) per llegir-les (separades a vegades per punts o comes) indicant milers, mentre que a les cultures orientals agrupen les xifres en quartets.
- És la base per a les estadístiques en ciències socials quan no es parla de percentatges